# Phil Grenadier
Philip „Phil“ Grenadier (* um 1963 in San Francisco) ist ein amerikanischer Jazzmusiker (Trompete, Komposition).

## Leben und Wirken
Grenadier stammt aus einer musikalischen Familie; sein Vater spielte in einer Armyband während des Zweiten Weltkriegs Trompete und gab ihm ersten Unterricht. Mit seinen jüngeren Brüdern Larry (Bass) und Steve Grenadier (Gitarre) spielte er in der Highschool-Band sowie verschiedenen anderen Combos und trat mit ihnen gemeinsam auf Festivals wie dem Monterey Jazz Festival, dem Russian River Jazz Festival und dem San Francisco Jazz Festival auf. Als Grenadier mit sechzehn Jahren Berufsmusiker wurde, spielte er in Big Bands, Jazzgruppen und Showbands; bald begleitete er Größen wie Ella Fitzgerald, Mel Tormé und Tony Bennett. Er war gerade 17 Jahre alt, als er sowohl vom Down Beat als auch von der California Music Educators Association zum besten Nachwuchssolisten gewählt wurde.
1988 zog er nach New York City. Dort unterrichtete er Jazztrompete am Mannes College of Music und arbeitete intensiv mit Bob Belden zusammen. Auch kam es zu Auftritten mit Musikern wie Kenny Barron, Chris Potter und Richie Beirach.
Seit 1995 arbeitet Grenadier von Boston aus, wo er als Professor am Berklee College of Music unterrichtet. 2000 veröffentlichte er seine erste Aufnahme als Leader für Fresh Sound New Talent mit dem Titel Sweet Transients, dem die Alben Playfull Intentions (2003) und Shimmer (2014) folgten. Weiterhin legte er Koproduktionen mit Bruno Råberg vor. Zudem nahm er mit Jerry Bergonzi, George Garzone, Larry Goldings, Kevin Hays, Marc Copland, Bill Carrothers, Anthony Braxton, Mick Goodrick, Brad Shepik, Billy Kilson, John Hollenbeck, Gerald Cleaver, Bob Moses, Drew Gress, Ira Coleman, Bob Nieske und Harvey Wainapel auf. Ferner tourte er mit John Scofield.